# Камінець (заповідне урочище)
Каміне́ць — заповідне урочище місцевого значення в Україні. Об'єкт розташований на території Косівського району Івано-Франківської області, неподалік від смт Кути. 
Площа — 3 га. Статус отриманий у 1988 році. Перебуває у віданні ДП «Кутське лісове господарство» (Кутське л-во, кв. 25, ви. 25).